# Concha Lagos

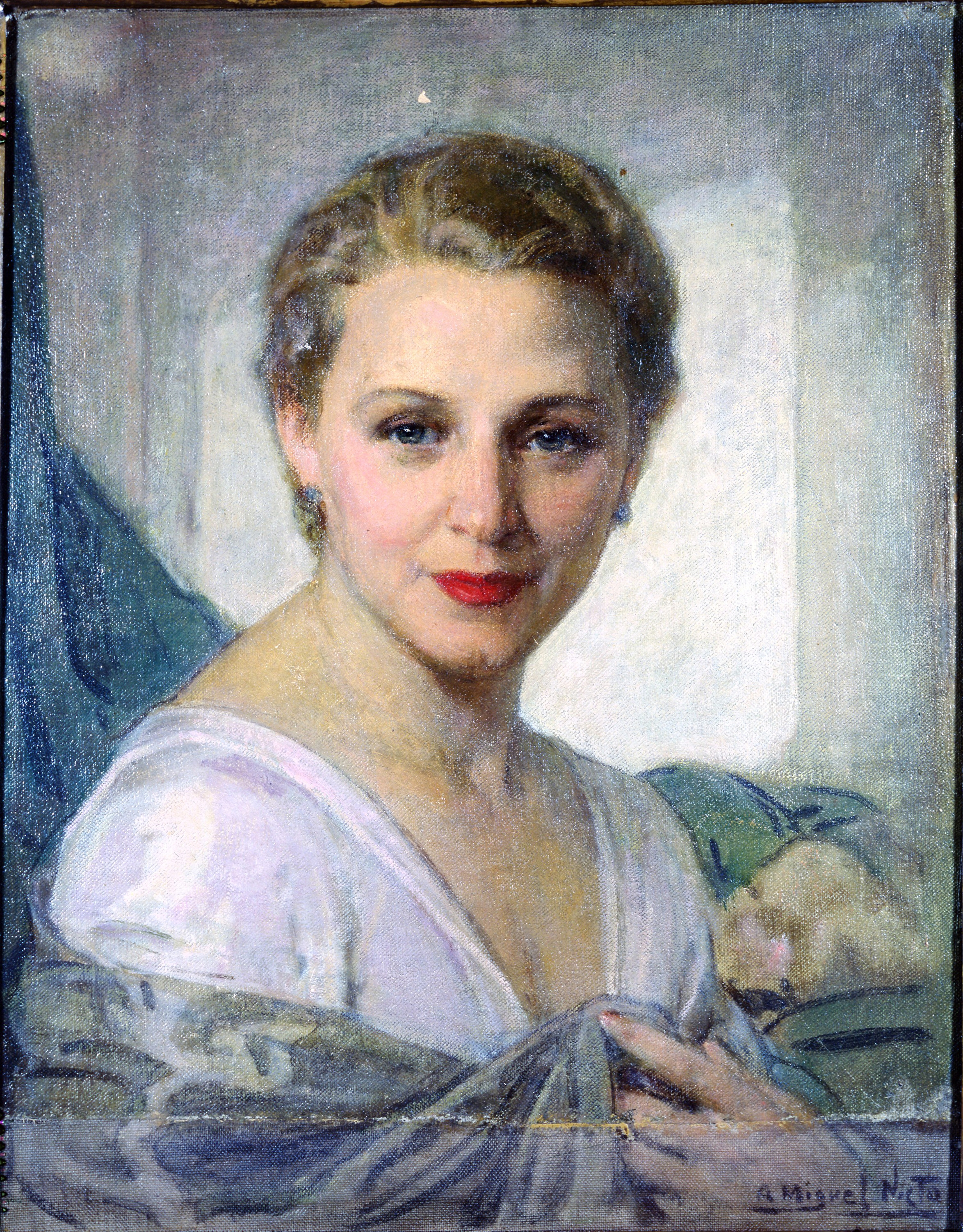
Retrato de Concha Lagos (1952), obra de Anselmo Miguel Nieto (Real Academia de Bellas Artes de San Fernando, Madrid).

Concha Lagos (pseudónimo de Concepción Gutiérrez Torrero) (Córdoba, 23 de enero de 1907-Madrid, 6 de septiembre de 2007) fue una editora, escritora y miembro de la Real Academia de Córdoba. Está considerada escritora total, por haber publicado tanto poesía como narrativa, teatro y ensayo.

## Biografía
Nació el 23 de enero de 1907 en Córdoba, destinada a ser la mayor de tres hermanos. Fue bautizada en la parroquia de San Nicolás. Al poco de nacer ella, su familia se trasladó a una de las estancias de campo en la sierra cordobesa. Sus recuerdos y experiencias de este periodo fueron recreados en el libro Al sur del recuerdo y constantemente evocados en las páginas de su obra poética.
Cursó sus primeros estudios en el Colegio de la Sagrada Familia. A los trece años se trasladó con su familia a vivir a El Escorial (Madrid), donde estudió bachillerato y francés en la Escuela de Idiomas de Santo Domingo, ampliando sus conocimientos en Música y Filosofía y Letras. En San Rafael (Segovia) conoció a su marido, el arquitecto y fotógrafo gallego Mariano Lagos, de quien tomó el apellido. Ambos se refugiaron en Galicia durante la Guerra Civil, no tuvieron hijos, y a su regreso a Madrid convirtieron su domicilio en el edificio Capitol de la Gran Vía en un activo hogar para la cultura e intelectualidad. Durante los años 1950 y 1960 auspiciaron una tertulia, "Los viernes de Ágora", que posteriormente fructificó en una colección de libros de poesía (Ágora) y una revista literaria, (Cuadernos de Ágora), que Concha Lagos dirigió durante varios años.
Unos meses después del estallido del conflicto civil, Concha Lagos redactó sus dos primeras obras El pantano: Diario de una mujer y Balcón. En ellos dejó constancia de algunas de las lecturas con las que fue superando el clima de la guerra y adentrándose en las redes de la creación. Balcón fue publicado en 1954. En este primer poemario hay un fondo de poesía existencial en el que se entrecruzan motivos universales luego continuados por la poeta como son los de la vida, la existencia y el tiempo, relacionados con la muerte, la eternidad y Dios. Son poemas y estrofas sencillas y naturales, con tendencia a la brevedad y al verso corto.
Junto a Rafael Millán en 1955 publicó una antología titulada Veinte poetas españoles, fue el número inaugural de la Colección Editorial Ágora. En 1956 inició la Tertulia «Los viernes de Ágora», a partir de una reunión convocada por Lagos para rendir homenaje a Gabriel Celaya.
Entre 1954 y 1955, Lagos publicó dos volúmenes en prosa: El Pantano (Del diario de una mujer), redactado en el mismo tiempo que Balcón, en torno a 1937, y Al sur del recuerdo. Escritos con un lenguaje sencillo y llano, tienen tintes autobiográficos.
En Los obstáculos (1955) mezcla plegarias, ruegos, quejas, confesión personal y tristeza. Nostalgia y melancolía junto a hastío y desengaño son los temas de El corazón cansado (1957). Seguirá en esta línea con sus poemarios La soledad de siempre (1958), Arroyo claro (1958) y Agua de Dios (1958) y Canciones para la barca (1962). En Agua de Dios refleja su dolor e insatisfacción al no haber podido ser madre. Arroyo claro y Canciones para la barca se basan en la copla popular, del folklore y las formas tradicionales.
Siguió publicando entre 1960 y 1965: Luna de enero (1960), Campo abierto (1960), Tema fundamental (1961), Golpeando el silencio (1961) y Para empezar (1963). En ellos refleja sus temas preferidos. el amor, la existencia, el dolor, lo onírico, la falta de esperanza y la indolencia humana, el recuerdo y la nostalgia o la aflicción.
En 1962 fue detenida junto a Amparo Gastón, Eva Forest, Gloria Ros, Teresa Bergamín, Aurora Bautista y Nuria Espert, entre otras, por participar en una manifestación antifranquista.
Paulatinamente se fue retirando de la vida pública. Así en 1973 cerraron el estudio fotográfico y se jubilaron. Asimismo Lagos cerró su editorial Ágora con el título La aventura. No obstante, siguió escribiendo y publicando hasta 1997.
En 1989 vendió parte de su biblioteca personal a la Universidad de Valladolid, y actualmente están depositados en la Biblioteca Reina Sofía. 
Falleció el 6 de septiembre de 2007 en la Residencia Río Salud de Las Rozas (Madrid), en la que vivía desde 1992. Fue enterrada el sábado 8 de septiembre en el madrileño cementerio Sacramental de Santa María. El acto contó una representación institucional del Ayuntamiento de Córdoba, y a título personal, la poeta Juana Castro, amiga de la fallecida, leyó un soneto de Lagos.

## Reconocimientos
- En 1956 su editorial fue galardonada por el Instituto Nacional del Libro Español dentro de los cincuenta libros mejor editados.[4]
- En 1961 fue nombrada miembro de la Real Academia de Córdoba.[4]
- En 1972, premio Hucha de Plata por su cuento Resumen.[4]
- En 1980, premio Ámbito Literario de Poesía por su libro Por las ramas.[7]
- En 1983, premio de poesía Ibn Zaydun, del Instituto Hispano-Árabe de Cultura, por su libro Con el arco a punto.[8]
- En 1992 fue nombrada Académica de Honor en la Real Academia de Bellas Artes de la Purísima Concepción de Valladolid.[9]
- En 2002 se le concedió la Medalla de Andalucía y el título de Hija Predilecta de Andalucía.[10][11]

## Obra

### Poemarios individuales
- Balcón (1954)
- Los obstáculos (1955)
- El corazón cansado (1957)
- Arroyo claro (1958)
- La soledad de siempre (Santander, Cantalapiedra, 1958)
- Agua de Dios (1958)
- luna de enero (1960)
- Campo abierto (1960)
- Tema fundamental (1961)
- Golpeando el silencio (1961)
- Canciones desde la barca (Madrid, Editora Nacional, 1962). Ilustraciones de Gregorio Prieto. 175 pp.
- Para empezar (Madrid, Editora Nacional, 1963). 74 pp.
- En la rueda del viento (Valladolid, Miñón, 1965). 62 pp.
- Los anales (1966).
- Diario de un hombre (1970).
- El cerco (1971).
- La aventura (1973).
- Fragmentos en espiral desde el pozo (1974).
- Por las ramas (Premio Ámbito Literario, 1980).
- Teoría de la inseguridad (Gráficas Orbe, 1981)
- Con el arco a punto (Premio Ibn Zaydún; palabras previas de Jesús Riosalido; Madrid, Instituto Hispano Árabe de Cultura, 1984). 136 pp.
- Más allá de la soledad (1984).
- Segunda Trilogía (1986).
- Tercera Trilogía (Córdoba, Ayuntamiento, 1993). 143 pp.
- Una noche bajo las estrellas (Almería, Instituto de Estudios Almerienses, 1996). 57 pp.
- Últimas canciones (1996).
- Atados a la tierra (1997).

### Antologías poéticas
- Antología 1954-1976 (prólogo de Emilio Miró; Barcelona, Plaza & Janés, 1977). 367 pp.

### Relatos
- El pantano (1954)
- Al Sur del recuerdo (1955)
- La hija de Jairo (Madrid, Editora Nacional, 1963). 49 pp.
- La vida y otros sueños (Madrid, Editora Nacional, 1969). 121 pp.

### Ensayo
- Antología de poetas españoles (1956).
- La madeja. Memorias. Torremozas, Madrid, 2021.

### Teatro
- Después del mediodía (1962)
- Ha llegado una carta (1964)